# US Indoor Open 1976 - Doppio
Il doppio del torneo di tennis US Indoor Open 1976, facente parte della categoria World Championship Tennis, ha avuto come vincitori Anand Amritraj e Vijay Amritraj che hanno battuto in finale Marty Riessen e Roscoe Tanner con il punteggio di 6–3, 6–4.

## Teste di serie
1. Bob Lutz /  Stan Smith (semifinali)

1. Anand Amritraj /  Vijay Amritraj (Campioni)

## Tabellone

### Legenda
| - Q = Qualificato - WC = Wild card - LL = Lucky loser | - ALT = Alternate - SE = Special Exempt - PR = Protected Ranking | - w/o = Walkover - r = Ritirato - d = Squalificato |

|  | Quarti di finale             | Quarti di finale              | Quarti di finale              | Quarti di finale | Quarti di finale |  |  | Semifinali                    | Semifinali                    | Semifinali                    | Semifinali                    | Semifinali                    |   |   | Finale                      | Finale                      | Finale                      | Finale | Finale |  |
|  |                              |                               |                               |                  |                  |  |  |                               |                               |                               |                               |                               |   |   |                             |                             |                             |        |        |  |
|  | 1                            | Bob Lutz Stan Smith           | Bob Lutz Stan Smith           | 6                | 6                |  |  |                               |                               |                               |                               |                               |   |   |                             |                             |                             |        |        |  |
|  |                              | Mark Cox Cliff Drysdale       | Mark Cox Cliff Drysdale       | 4                | 1                |  |  | Bob Lutz Stan Smith           | Bob Lutz Stan Smith           | 6                             | 2                             | 6                             |   |   |                             |                             |                             |        |        |  |
|  | Marty Riessen Roscoe Tanner  | Marty Riessen Roscoe Tanner   | Marty Riessen Roscoe Tanner   | 6                | 6                |  |  | Marty Riessen Roscoe Tanner   | Marty Riessen Roscoe Tanner   | 4                             | 6                             | 7                             |   |   |                             |                             |                             |        |        |  |
|  | John Newcombe Tony Roche     | John Newcombe Tony Roche      | John Newcombe Tony Roche      | 3                | 3                |  |  |                               |                               |                               |                               |                               |   |   | Marty Riessen Roscoe Tanner | Marty Riessen Roscoe Tanner | Marty Riessen Roscoe Tanner | 3      | 4      |  |
|  | Charlie Pasarell Allan Stone | Charlie Pasarell Allan Stone  | Charlie Pasarell Allan Stone  | 6                | 6                |  |  |                               |                               | Anand Amritraj Vijay Amritraj | Anand Amritraj Vijay Amritraj | Anand Amritraj Vijay Amritraj | 6 | 6 |                             |                             |                             |        |        |  |
|  | Björn Borg Bob Giltinan      | Björn Borg Bob Giltinan       | Björn Borg Bob Giltinan       | 4                | 4                |  |  | Charlie Pasarell Allan Stone  | Charlie Pasarell Allan Stone  | Charlie Pasarell Allan Stone  | 4                             | 4                             |   |   |                             |                             |                             |        |        |  |
|  | 2                            | Anand Amritraj Vijay Amritraj | Anand Amritraj Vijay Amritraj | 7                | 7                |  |  | Anand Amritraj Vijay Amritraj | Anand Amritraj Vijay Amritraj | Anand Amritraj Vijay Amritraj | 6                             | 6                             |   |   |                             |                             |                             |        |        |  |
|  |                              | Andrew Pattison Kim Warwick   | Andrew Pattison Kim Warwick   | 6                | 5                |  |  |                               |                               |                               |                               |                               |   |   |                             |                             |                             |        |        |  |